# بلاك آند بلو (ألبوم)
بلاك آند بلو هو ألبوم استوديو لفرقة باكستريت بويز وهو رابع ألبوم للفرقة (ثالث ألبوم بالنسبة للولايات المتحدة) أتى بعد ألبوم ميلينيوم ، باع الألبوم حوالي 1.6 مليون نسخة في الأسبوع الأول من إصداره. صورت الفرقة ثلاثة من أغاني الألبوم على شكل الفيديو كليب وهم: "Shape of My Heart" أتت بعدها "The Call" ثم "More than That". وقد شاركت الفرقة بكتابة بعض أغاني الألبوم مشاركة مع كاتبي الأغاني والمنتجين .

## خلفيات الألبوم
سجلت الفرقة أغاني الألبوم في الفترة ما بين يوليو إلى سبتمبر سنة 2000 وقد كان ماكس مارتن منتج الألبوم الرئيسي بالإضافة إلى بعض المنتجين مثل رامي يعقوب وآخرون.

كذلك قاما عضوي الفريق نيك كارتر و كيفن ريتشاردسون بإبراز موهبتهما بعزف بعض أغاني الألبوم لأنك كارتر يعزف الطبول و كيفن يعزف البيانو.

## أغاني الألبوم
| الأغنية | العنوان                                | الكاتب                                 | المدة |
| ------- | -------------------------------------- | -------------------------------------- | ----- |
| 1       | "The Call"                             | ماكس مارتن، رامي يعقوب                 | 3:24  |
| 2       | "Shape of My Heart"                    | مارتن, Lisa Miskovsky, يعقوب           | 3:50  |
| 3       | "Get Another Boyfriend"                | مارتن, يعقوب                           | 3:06  |
| 4       | "Shining Star"                         | Carter, Dorough, Jernberg, Winnberg    | 3:23  |
| 5       | "I Promise You (With Everything I Am)" | Dan Hill                               | 4:22  |
| 6       | "The Answer to Our Life"               | الفرقة كاملة                           | 3:17  |
| 7       | "Everyone"                             | Kristian Lundin, Andreas Carlsson      | 3:30  |
| 8       | "More than That"                       | Anders, Jernberg, Winnberg             | 3:44  |
| 9       | "Time"                                 | كارتر, دورو, ليتريل,مكلين, ريتشاردسون  | 3:56  |
| 10      | "Not For Me"                           | Lundin, Carlsson, Jake Schulze         | 3:15  |
| 11      | "Yes I Will"                           | Brian Kierulf, مكلين, Josh M. Schwartz | 3:50  |
| 12      | "It's True"                            | ريتشاردسون, مارتن, Carlsson            | 4:14  |
| 13      | "How Did I Fall in Love with You?"     | هاوي دورو, Fromm, MacColl              | 4:04  |

## جولة غنائية
بعد إنتاج الفريق للألبوم قاموا بجولة عالمية انطلقت في 22 يناير 2001 إلى 25 نونبر 2001 وشملت 146 عرض حول العالم، قامت الفرقة بآداء أغاني الألبوم في حفلات الجولة بالإضافة إلى رقصات الفرقة المتميزة من أبرز الدول التي زارتها الفرقة : اليابان، السويد، جنوب أفريقيا، كندا، البرازيل والعديد من الدول.

## روابط خارجية
- بلاك آند بلو على موقع ميتاكريتيك (الإنجليزية)
- بلاك آند بلو على موقع أول موفي (الإنجليزية)